# Maladie professionnelle

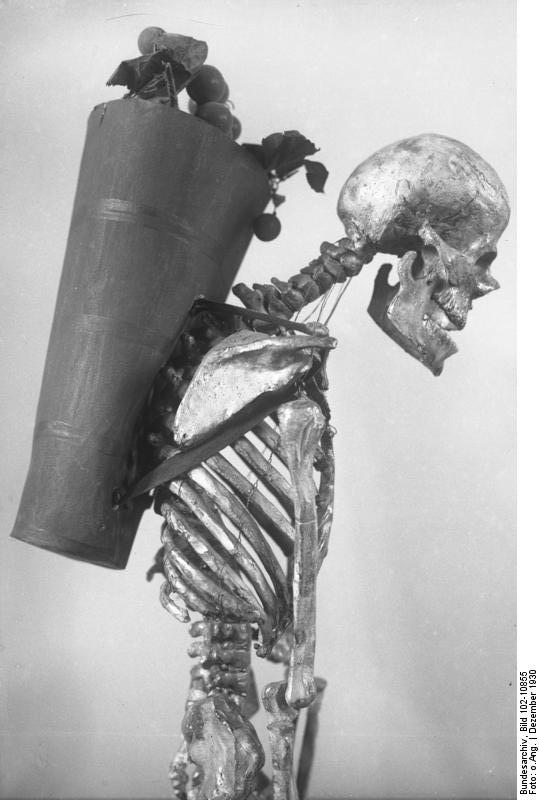
Maladie professionnelle due aux charges lourdes

On entend par maladie professionnelle une atteinte à la santé, dont l'expression est souvent différée par rapport à l'exposition à une source toxique ou un contexte pathogène subi au cours de l'activité professionnelle. Cette exposition est parfois répétée avant que n'apparaissent les premiers symptômes. Une lésion immédiatement consécutive à un événement précis est en général classée comme un accident du travail. Dans le cadre de la protection sociale, elle donne droit au versement de transferts sociaux.

## Listes de l'Union européenne et de l'Organisation internationale du travail
Union européenne
Le 19 septembre 2003, la Commission européenne a adopté une nouvelle recommandation (2003/670/CE; JO L238 du 25 septembre 2003) concernant la liste établie par l'Union européenne des maladies professionnelles. Les États membres ont été invités à y donner suite avant le 31 décembre 2006.
À l'annexe I figurent les maladies professionnelles pour lesquelles l'hypothèse d'un lien entre la survenue de la maladie et l'exercice de la profession est suffisamment vérifiée scientifiquement. À l'annexe II figurent les maladies dont l'origine professionnelle est soupçonnée. Contrairement à une directive ou à un règlement, une recommandation européenne n'a pas force de loi et n'est pas contraignante pour les États membres. Ces derniers fixent donc eux-mêmes la liste nationale et les critères de reconnaissance des maladies professionnelles. Cette liste est une liste minimale et les États membres gardent la possibilité d'adopter une législation plus favorable aux salariés et ils fixent eux-mêmes les critères de reconnaissance de chaque maladie professionnelle.
Organisation internationale du travail
L'Organisation internationale du travail a également adopté la recommandation no 194 où figure également une liste de maladies professionnelles.

## En France
La difficulté de l'établissement du lien entre exposition à un risque et maladie est à l'origine du système français des tableaux de maladies professionnelles. Une maladie est professionnelle si elle est la conséquence directe de l'exposition d'un travailleur à un risque physique, chimique, biologique, ou résulte des conditions dans lesquelles il exerce son activité professionnelle.
En France, les maladies professionnelles répondent à une définition légale précise et sont prises en charge par la sécurité sociale, la Branche accidents du travail et maladies professionnelles pour le régime du commerce et de l'industrie, la Mutualité sociale agricole pour le régime agricole. Cette définition se fonde notamment sur un ensemble de plus d'une centaine de tableaux de maladies professionnelles.
Les troubles musculosquelettiques sont les maladies professionnelles les plus courantes (70 % des maladies reconnues) et leur nombre augmente continuellement. Les cancers professionnels, parfois classés et indemnisés en dehors du système des maladies professionnelles, sont responsables d'une part importante des morts liées à l'activité professionnelle.
La classification des pathologies consécutives à l'infection au SARS-CoV2/covid19 et leur prise en charge par la branche des accidents du travail et maladies professionnelles fait l'objet d'un large débat, accru après un décret de septembre 2020 limitant le bénéfice du dispositif aux malades les plus atteints, notamment pour les soignants.
Les CRRMP, comités régionaux de reconnaissance des maladies professionnelles, créées en 1992 à la suite du rapport Dorion-Lenoir ont pour mission d'établie le lien de causalité entre pathologie et activité professionnelle.
En l’absence de décision de la CPAM dans le délai imparti, l'AT est reconnu automatiquement. De son côté, l'employeur a pendant deux mois après cette décision le droit d'exercer un recours pour obtenir qu'elle soit inopposable chez lui, via une saisine préalable de la commission de recours amiable (CRA) de la CPAM.

## En Europe
La commission Européenne distingue les «maladies d’origine professionnelle» qui sont des maladies «causées ou aggravées» par des facteurs propres au lieu de travail et les «maladies professionnelles» qui sont des maladies causées principalement par une exposition à un facteur de risque physique, organisationnel, chimique ou biologique ou à une combinaison de ces facteurs sur le lieu de travail. Les maladies professionnelles sont principalement celles mentionnées dans les législations nationales.
Si le nombre d’accidents du travail a diminué en Europe de 25 % entre 2011 et 2021, le nombre des maladies professionnelles augmente continuellement. Les maladies d’origine professionnelle provoquent, selon les estimations, de l’ordre de 200.000 décès par an dans l’Union Européenne,.
Les statistiques de la commission européenne distinguent les catégories suivantes :
- Troubles musculo-squelettiques
- Stress et troubles de santé mentale
- Cancers d’origine professionnelle
- Affections cutanées
- Maladies d’origine professionnelle liées à des agents biologiques.

### Contexte légal
La notion légale de maladie professionnelle existe en France depuis 1919. Les 2 premiers tableaux de maladies professionnelles du régime du commerce et de l'industrie, créés en octobre 1919 concernent les pathologies liées à l'usage du plomb et du mercure. Les 7 premiers tableaux de maladies professionnelles du régime agricole, créés en juin 1955 concernent les pathologies liées aux maladies infectieuses telles que le tétanos, la leptospirose, la brucellose… Un tableau de maladie professionnelle décrit les symptômes et les délais de reconnaissance d'un groupe de pathologie professionnelles liées à un même risque (produit chimique, exposition au bruit, etc.). Le tableau liste aussi une série de métiers susceptibles d'induire l'exposition au risque considéré.
La législation concernant les maladies professionnelles est contenue dans le code de la sécurité sociale (titre VI du livre IV). La loi prévoit que les tableaux de maladies professionnelles sont fixés par des décrets en conseil d'État. De nouvelles affections sont ainsi périodiquement ajoutées, soit à la liste des maladies professionnelles du régime du commerce et de l'industrie, soit à la liste des maladies professionnelles du régime agricole, officiellement reconnues. Si une maladie est mentionnée dans un tableau de maladie professionnelle, elle est présumée d'origine professionnelle. C’est-à-dire qu'un salarié victime de cette maladie doit simplement prouver qu'il a exercé un des métiers mentionnés et respecter le délai de déclaration pour voir sa maladie reconnue comme maladie professionnelle. Si une maladie n'appartient pas à un tableau de maladie professionnelle, on parle de maladie à caractère professionnel. Deux conditions cumulatives doivent être satisfaites pour reconnaître une maladie à caractère professionnel: d'une part la victime doit prouver le lien direct et essentiel entre l'activité professionnelle exercée et la pathologie ; d'autre part la victime doit avoir une incapacité permanente partielle reconnue supérieure à 25 % ou doit être décédée des conséquences de cette maladie.

### Statistiques
| Année | Nombre de cas reconnus |
| --- | ---------------------- |
| 1989 | 4 0321                 |
| 1991 | 5 0801                 |
| 1992 | 6 5331                 |
| 1993 | 6 6231                 |
| 1995 | 8 5341                 |
| 1998 | 14 2831                |
| 2000 | 21 6972                |
| 2001 | 24 2202                |
| 2002 | 31 4612                |
| 2003 | 34 6422                |
| 2004 | 38 4572                |
| 2008 | 45 000                 |
| 2014 | 44 099 3               |
| 2015 | 43 4763                |
| 2016 | 41 6873                |
| 2017 | 42 7313                |
| 2018 | 45 7313                |
| 1 Données extraites du site de l'Institut Universitaire de Santé au Travail de Rennes 2 Données CNAMTS publiées sur le site de l'INRS 3 Données CTN publiées sur le site de AMELI et se rapportant à 18 875 562 salariés. Les modifications de méthodes de calcul des statistiques conduisent à considérer la série avec prudence |                        |

Les maladies professionnelles sont en augmentation constante ces dernières années car elles sont désormais connues. À ce titre deux grands types de pathologies font l'objet de nombreuses déclarations (80 % des maladies reconnues en 2003) :
- les maladies liées à l'amiante : le tableau 30 représente 4366 malades en 2003
- les TMS, les troubles musculosquelettiques (affections périarticulaires des membres supérieurs (poignets, épaules, coudes) et du genou liées aux gestes répétitifs) : le tableau 57 représente 23 672 malades en 2003.

L'Assurance Maladie fournit chaque année les statistiques concernant les maladies professionnelles en France.
Plus de 1.800 cancers d'origine professionnelle en moyenne sont reconnus chaque année en France dans les années 2010, soit trois fois plus que dans les années 1990. La très grande majorité des victimes (80 %) sont des ouvriers.

## Genre et maladies professionnelles
Dans la plupart des pays, y compris en Europe, les femmes sont sous-représentées dans le compte des TMS et d'autres maladies professionnelles. Dans certaines branches, le risque est également sous-estimé pour les hommes.
Des équipes de chercheurs en sciences sociales ont montré que les maladies professionnelles sont plutôt moins souvent indemnisées chez les femmes que chez les hommes. Ceci a été montré en Europe, en Australie ou au Canada,. Pour les TMS en particulier Lippel (2003) a aussi montré une discrimination à l'égard des femmes au Québec.
Ainsi, en Europe, en 2012, les femmes comptaient pour moins d'un quart des cas reconnus de maladies professionnelles, en partie parce que « le stéréotype selon lequel les hommes exerceraient les métiers les plus exposés aux risques professionnels impacterait la rédaction des tableaux de maladies » (plus orientés vers le travail industriel) mais, grâce aux politiques en faveur de la reconnaissance des TMS, la représentation homme-femme serait plus équilibrée dans ces tableaux en France (par rapport à l'Allemagne ou encore par rapport à la Belgique et au Royaume-Uni où les femmes ne comptent que pour moins de 10 % des reconnaissances de maladies professionnelles). La sous-représentation féminine est la plus forte pour les tendinites, les syndromes du canal carpien et les affections de la peau, et pour les la reconnaissance des « cancers professionnels », où les femmes représentent moins de 2 % des cas. Une source de maladie professionnelle mésestimée semble être le secteur du nettoyage où les femmes sont plus nombreuses à être directement exposées à certains produits chimiques présents dans les produits de nettoyage ou issus du nettoyage. Parmi les clichés ou présupposés pouvant influer sur les tableaux, on peut citer le métier « d’infirmière qui est une profession typiquement féminine, dans la mesure où l’on prête aux femmes des qualités naturelles de compassion, d’empathie, de résistance au stress, on va minimiser les risques psychosociaux ». Concernant les métiers masculins, de la même manière on peut dans le secteur du bâtiment et de la manutention avoir minimisé les risques pour les hommes « au nom de la virilité qui caractériserait ce milieu professionnel ».
Selon un point fait en 2009 puis en 2013 par l'ANACT, en France, les accidents du travail, les maladies professionnelles et les accidents de trajet sont en hausse pour les femmes (hausse deux fois plus rapide que pour les hommes pour les maladies professionnelles ; +180 % pour les femmes, et + 2 % pour les hommes), qui sont moins bien traitées que les hommes dans leurs conditions de travail, ce que montre notamment l'étude sur l’analyse statistique selon le sexe des accidents du travail et maladies professionnelles

### Maladies à caractère professionnel
Entre le moment où émerge une nouvelle pathologie d'origine professionnelle et celui où elle sera officiellement inscrite à un tableau d'indemnisation, il se passera de nombreuses années. Dans l'intervalle, l'article L.461-6 du code de la sécurité sociale fait obligation à tout docteur en médecine qui peut en avoir connaissance de déclarer toute maladie susceptible d'avoir une origine professionnelle. C'est ainsi que la multiplication de signalements de syndromes du canal carpien a abouti à la création du Tableau 57 (troubles musculo-squelettiques) qui représente actuellement l'essentiel des déclarations.

### Pathologie professionnelle
Le terme maladie professionnelle a une signification médico-légale qui est variable d'un pays à l'autre et d'une époque à l'autre et les critères très restrictifs de la déclaration excluent de la reconnaissance officielle une bonne partie des maladies constatées sur le terrain.
Aussi pour avoir une vision plus exhaustive des maladies contractées au travail il vaut mieux se référer au terme plus large et plus universel de pathologie professionnelle.

### Prévention
La prévention des accidents du travail et des maladies professionnelles est confiée à différents organismes et institutions qui agissent parfois en ordre dispersé ce qui nuit à la cohérence de l'ensemble. Parmi eux citons les services de médecine du travail, les services de prévention de la Caisse d'assurance retraite et de la santé au travail (CARSAT), l'Agence nationale pour l'amélioration des conditions de travail (ANACT), l'Organisme professionnel de prévention du bâtiment et des travaux publics (OPPBTP) qui agissent au niveau régional.
Au niveau français, la coordination de la prévention est assurée principalement par l'INRS, l'INSERM, l'InVS (Institut de veille sanitaire), l'Agence nationale chargée de la sécurité sanitaire de l'alimentation, de l'environnement et du travail (Anses). Il s'agit en général d'organismes gérés paritairement par les représentants du patronat et des salariés.